# Denys Robiliard
Denys Robiliard, né le 22 juillet 1960 à Rouen, est un homme politique français. Membre du Parti socialiste (PS), il est entre 1989 et 2001 conseiller municipal de Blois, puis adjoint au maire de la même ville, Marc Gricourt, chargé de l’Urbanisme et du Projet de rénovation urbaine. En 2012, il devient député pour la XIVe législature de la Cinquième République française de la première circonscription de Loir-et-Cher.

## Biographie
Adhérent du Parti socialiste depuis 2000, Denys Robiliard a été conseiller municipal durant les deux mandats de Jack Lang à la mairie de Blois, entre 1989 et 2001. En 2008, à l'issue des élections municipales, la mairie de Blois bascule de nouveau vers la gauche et Robiliard devient alors adjoint au maire de Blois, Marc Gricourt, chargé de l'Urbanisme et du Projet de rénovation urbaine.
Il obtient en décembre 2011 l'investiture du Parti socialiste pour sa candidature aux élections législatives de 2012 dans la première circonscription de Loir-et-Cher. Arrivé en tête au premier tour, avec 37,27 % des suffrages exprimés, il devance le député sortant du Nouveau Centre, Nicolas Perruchot, maire de Blois de 2001 à 2008. Il est élu député à l'issue du second tour, avec 51,90 % des suffrages exprimés.
Avocat de profession, il a été bâtonnier du barreau de Blois entre 2004 et 2005. Il est également militant d'Amnesty International depuis 1978, dont il a été le Président de la section française entre 1998 et 2002.

## Prises de position
Favorable en 2005 au Traité constitutionnel européen, Denys Robiliard s'est néanmoins opposé au Pacte budgétaire européen soumis à l'Assemblée nationale le 9 octobre 2012 au motif que « ce texte qui confère beaucoup de pouvoir à la Commission européenne, très libérale, n'était pas acceptable à [s]es yeux. »